# Christina Bjornsdotter
Christina Bjornsdotter (1120-1170) was een koningin-gemalin van Zweden. Zij was gehuwd met Erik IX van Zweden.

## Levensloop
Volgens de Knýtlinga saga, was Christina de dochter van Björn Haraldson, een zoon van de Deense prins Harald Kesja en zijn Zweedse gemalin Katarina Ingesdotter, dochter van Inge I van Zweden. Haar vader Björn werd al vroeg in Christina's jeugd vermoord door de Deense koning Erik II.
Christina werd uitgehuwd aan Erik IX de Heilige, rond de tijd van het huwelijk (1149-50) claimde hij de troon van Uppland. Zes jaar later werd haar man tot koning van Zweden gekroond en zij koningin. Ze werd Koningin voor vier jaar (1156-1160).
Ze had de volgende kinderen met Erik IX:
- Knoet I van Zweden (1160-1196), was Koning van Zweden (1167-1196)
- Filip Eriksson
- Katharina Eriksdotter, was gehuwd met Nils Blake.
- Margaretha Eriksdotter ( -1219), was gehuwd met Sverre van Noorwegen.